# Elinan surma

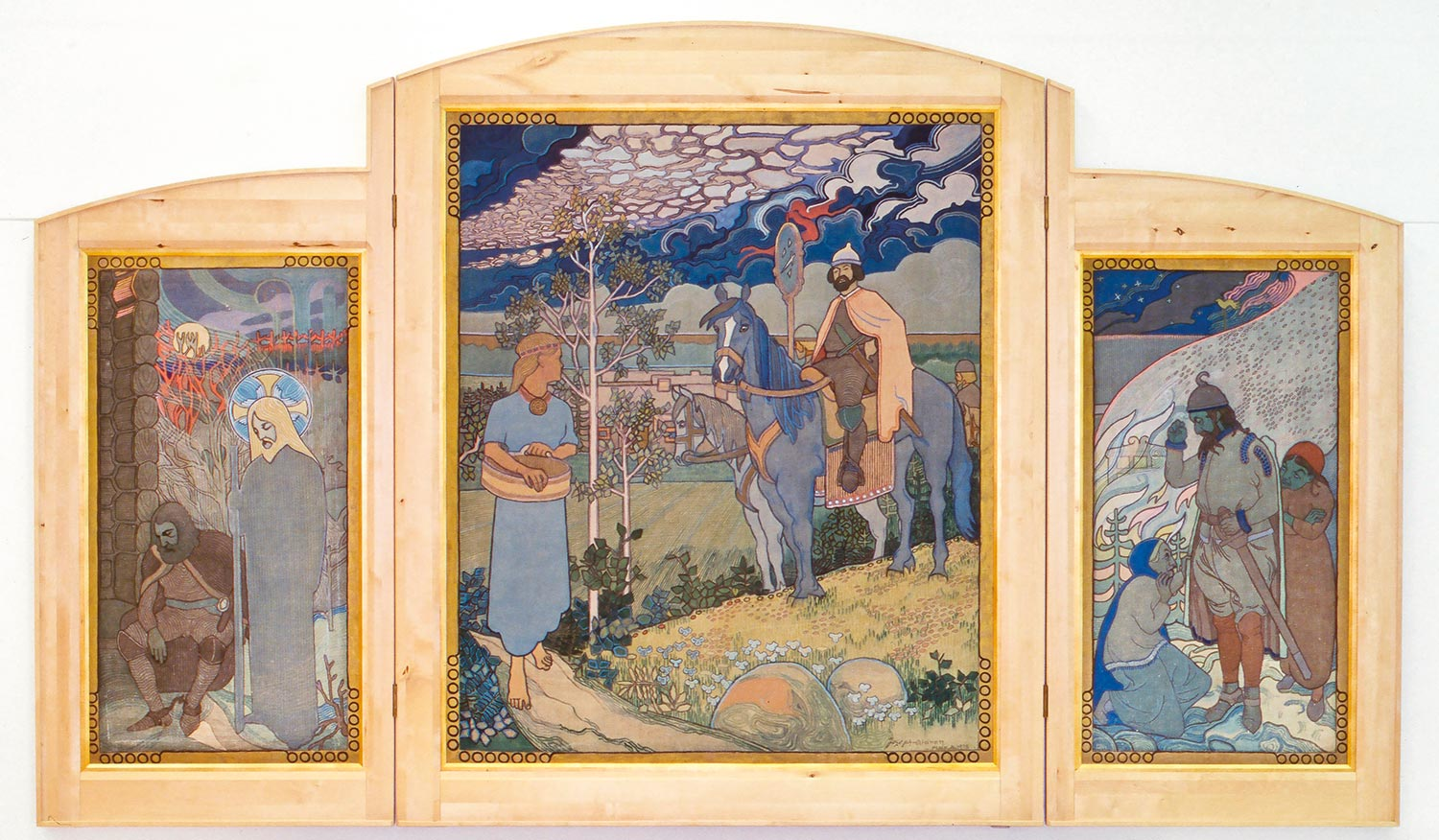
La morte di Elina, Joseph Alanen, 1916

Elinan surma (in italiano "La morte di Elina") è una famosa ballata popolare finlandese, originaria del XV o del XVI secolo, ambientata nel maniero di Laukko a Vesilahti e racconta gli eventi della famiglia Kurki. Il compositore originario del poema probabilmente aveva conoscenza della tradizione europea della ballata.
Secondo alcuni, è improbabile che una ballata così complessa abbia potuto essere trasmessa oralmente per secoli. Le prime fonti scritte risalgono a non prima del XVIII secolo. All'inizio del XIX secolo, Elias Lönnrot ha lavorato come insegnante privato al maniero di Laukko e sintetizzò le versioni orali e i suoi appunti raccolti a Vesilähti nel XVIII secolo in un poema, pubblicato nella sua raccolta Kanteletar nel 1840. Su questo poema sono basate molte opere teatrali, opere liriche e film.